# Rue Henri-Barbusse (Argenteuil)
Pour les articles homonymes, voir Rue Henri-Barbusse.
La rue Henri-Barbusse est une voie de communication d'Argenteuil dans le Val-d'Oise.

## Situation et accès

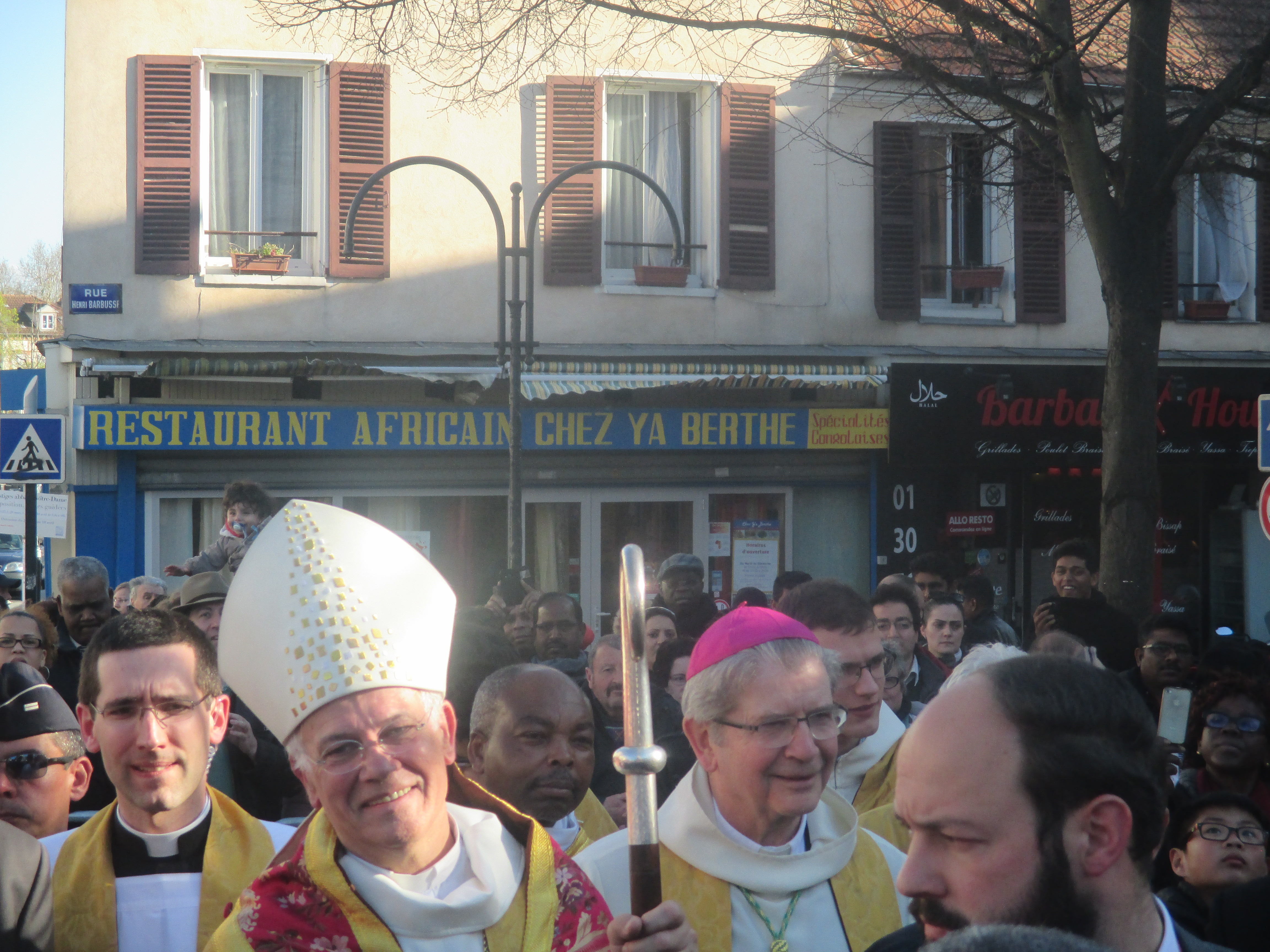
Procession à la basilique d'Argenteuil en 2016, devant la rue Henri-Barbusse.

Elle part du sud-est, à la limite de Bezons. Elle se termine au nord-est dans l'axe de la rue Paul-Vaillant-Couturier.

## Origine du nom
Cette rue tient son nom d'Henri Barbusse, écrivain français né à Asnières en 1873, et mort à Moscou en 1935.

## Historique

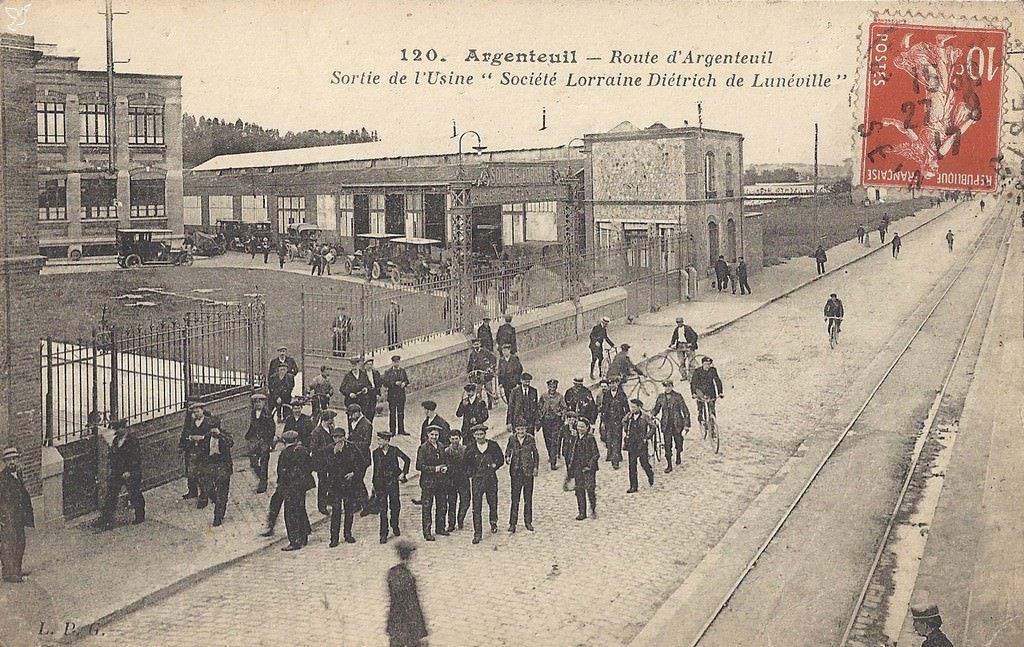
L'ancienne route d'Argenteuil.

C'était autrefois la rue de Saint-Germain,, menant à la porte Saint-Germain, qui fermait l'accès à la ville. Profonde de deux mètres et entourée de deux tourelles, cette porte s'effondra en février 1779, lorsqu'une pierre du cintre tomba sur une carriole.

## Bâtiments remarquables et lieux de mémoire
- Le peintre Ary Scheffer habita au no 49[5].
- Au no 206, ancienne usine Lorraine-Dietrich[6],[7]. C'est aujourd'hui une usine du groupe Dassault.
- Ancienne porte Saint-Germain, au carrefour du boulevard du Général-Delambre.